# NBA 2005/06
Het NBA seizoen 2005/2006 was het 60e seizoen van de National Basketball Association. De start was op 1 november 2005 en de reguliere competitie duurde tot 19 april 2006 alvorens de play-offs losbarstten. De dertig deelnemende teams waren verdeeld in twee regio's die weer verdeeld waren in zes divisies.

## Opmerkelijkheden gedurende het seizoen
- De NBA All-Star Game 2006 werd gespeeld op 19 februari 2006 in het Toyota Center in Houston, Texas. Het team uit de Eastern Conference versloeg dat van de Western Conference met 122-120. LeBron James van de Cleveland Cavaliers won de MVP-award.
- Gedurende dit seizoen speelden de Charlotte Bobcats voor het eerst in hun nieuwe stadion, de  Charlotte Bobcats Arena in het centrum van Charlotte, North Carolina.
- Vanwege de schade veroorzaakt door Orkaan Katrina speelden de New Orleans Hornets 32 van hun thuiswedstrijden in het Ford Center in Oklahoma City, zes wedstrijden in het Pete Maravich Assembly Center behorende bij de Louisiana State University en slechts drie wedstrijden in de eigen New Orleans Arena in New Orleans, Louisiana. Door dit gebeuren heet de clubs sinds maart 2006 officieel New Orleans/Oklahoma City Hornets.
- Vier van de clubs aangesloten bij de American Basketball Association vierden gedurende dit seizoen hun 30-jarige bestaan, te weten de Indiana Pacers, de New Jersey Nets, de Denver Nuggets en de San Antonio Spurs, welke allen in 1976 toetraden tot de bond.
- Op 22 januari 2006 scoorde Kobe Bryant van de Los Angeles Lakers 81 punten in de wedstrijd tegen de Toronto Raptors. Sinds Wilt Chamberlain in 1962 in één wedstrijd 100 punten scoorde was dit het hoogste aantal punten gescoord door een speler in een wedstrijd en tegelijkertijd de op-één-na-hoogste wedstrijdscore aller tijden.
- Legendes Scottie Pippen (Chicago Bulls), Karl Malone (Utah Jazz), en Reggie Miller (Indiana Pacers) speelden hun laatste seizoen op het hoogste niveau.
- De Miami Heat wonnen hun eerste NBA-titel uit de geschiedenis.

## Eindstanden reguliere competitie

#### Eastern Conference
| Team                | W  | V  | PCT. | WA |
| ------------------- | -- | -- | ---- | -- |
| New Jersey Nets (3) | 49 | 33 | .598 | -  |
| Philadelphia 76ers  | 38 | 44 | .463 | 11 |
| Boston Celtics      | 33 | 49 | .402 | 16 |
| Toronto Raptors     | 27 | 55 | .329 | 22 |
| New York Knicks     | 23 | 59 | .280 | 26 |

| Team                    | W  | V  | PCT. | WA |
| ----------------------- | -- | -- | ---- | -- |
| Detroit Pistons (1)     | 64 | 18 | .780 | -  |
| Cleveland Cavaliers (4) | 50 | 32 | .610 | 14 |
| Indiana Pacers (6)      | 41 | 41 | .500 | 23 |
| Chicago Bulls (7)       | 41 | 41 | .500 | 23 |
| Milwaukee Bucks (8)     | 40 | 42 | .488 | 24 |

| Team                   | W  | V  | PCT. | WA |
| ---------------------- | -- | -- | ---- | -- |
| Miami Heat (2)         | 52 | 30 | .634 | -  |
| Washington Wizards (5) | 42 | 40 | .512 | 10 |
| Orlando Magic          | 36 | 46 | .439 | 16 |
| Charlotte Bobcats      | 26 | 56 | .317 | 26 |
| Atlanta Hawks          | 26 | 56 | .317 | 26 |

#### Western Conference
| Team                   | W  | V  | PCT. | WA |
| ---------------------- | -- | -- | ---- | -- |
| Denver Nuggets (3)     | 44 | 38 | .537 | -  |
| Utah Jazz              | 41 | 41 | .500 | 3  |
| Seattle SuperSonics    | 35 | 47 | .427 | 9  |
| Minnesota Timberwolves | 33 | 49 | .402 | 11 |
| Portland Trail Blazers | 21 | 61 | .256 | 23 |

| Team                  | W  | V  | PCT. | WA |
| --------------------- | -- | -- | ---- | -- |
| San Antonio Spurs (1) | 63 | 19 | .768 | -  |
| Dallas Mavericks (4)  | 60 | 22 | .732 | 3  |
| Memphis Grizzlies (5) | 49 | 33 | .598 | 14 |
| NO/OKC Hornets        | 38 | 44 | .463 | 25 |
| Houston Rockets       | 34 | 48 | .415 | 29 |

| Team                     | W  | V  | PCT. | WA |
| ------------------------ | -- | -- | ---- | -- |
| Phoenix Suns (2)         | 54 | 28 | .659 | -  |
| Los Angeles Clippers (6) | 47 | 35 | .573 | 7  |
| Los Angeles Lakers (7)   | 45 | 37 | .549 | 9  |
| Sacramento Kings (8)     | 44 | 38 | .537 | 10 |
| Golden State Warriors    | 34 | 48 | .415 | 20 |

- W - winst
- V - verlies
- PCT. - percentage
- WA - wedstrijden achterstand
- (1) – (8) - Positie in de conference

## Play-offs
De play-offs bestaan uit vier rondes waarin tussen twee teams gestreden wordt om een best-of-seven resultaat. Het team dat als eerste vier overwinningen binnenhaalt zal doorstoten naar de volgende ronde, met uiteindelijk de winst in de finale.

### Eerste ronde

#### Western Conference
| San Antonio Spurs | 2 – 0     | Sacramento Kings     |
|                   | 122 – 88  |                      |
|                   | 128 – 119 |                      |
| Phoenix Suns      | 1 – 1     | Los Angeles Lakers   |
|                   | 107 – 102 |                      |
|                   | 93 – 99   |                      |
| Denver Nuggets    | 0 – 2     | Los Angeles Clippers |
|                   | 87 – 89   |                      |
|                   | 87 - 98   |                      |
| Dallas Mavericks  | 2 – 0     | Memphis Grizzlies    |
|                   | 103 – 93  |                      |
|                   | 94 – 79   |                      |

#### Eastern Conference
| Detroit Pistons     | 2 – 0     | Milwaukee Bucks    |
|                     | 92 – 74   |                    |
|                     | 109 – 98  |                    |
| Miami Heat          | 2 – 1     | Chicago Bulls      |
|                     | 111 – 106 |                    |
|                     | 115 – 108 |                    |
|                     | 90 - 109  |                    |
| New Jersey Nets     | 1 – 2     | Indiana Pacers     |
|                     | 88 – 90   |                    |
|                     | 90 - 75   |                    |
|                     | 95 – 107  |                    |
| Cleveland Cavaliers | 1 – 1     | Washington Wizards |
|                     | 97 – 86   |                    |
|                     | 84 – 89   |                    |

## Schematische weergave
|  | 1/8e finale | 1/8e finale          | 1/8e finale         |   |                      | kwartfinale | kwartfinale      | kwartfinale |  |  | halve finale | halve finale | halve finale |   |  | finale | finale | finale |
|  |             |                      |                     |   |                      |             |                  |             |  |  |              |              |              |   |  |        |        |        |
|  |             | Detroit Pistons      | 2                   |   |                      |             |                  |             |  |  |              |              |              |   |  |        |        |        |
|  |             | Milwaukee Bucks      | 0                   |   |                      |             |                  |             |  |  |              |              |              |   |  |        |        |        |
|  |             | Milwaukee Bucks      | 0                   |   | Detroit Pistons      | 4           |                  |             |  |  |              |              |              |   |  |        |        |        |
|  |             |                      |                     |   | Detroit Pistons      | 4           |                  |             |  |  |              |              |              |   |  |        |        |        |
|  |             |                      | Cleveland Cavaliers | 3 |                      |             |                  |             |  |  |              |              |              |   |  |        |        |        |
|  |             | Cleveland Cavaliers  | Cleveland Cavaliers | 3 | 2                    |             |                  |             |  |  |              |              |              |   |  |        |        |        |
|  |             |                      |                     |   | 2                    |             |                  |             |  |  |              |              |              |   |  |        |        |        |
|  |             | Washington Wizards   | 1                   |   |                      |             |                  |             |  |  |              |              |              |   |  |        |        |        |
|  |             |                      |                     |   |                      |             | Detroit Pistons  | 2           |  |  |              |              |              |   |  |        |        |        |
|  |             |                      |                     |   |                      |             |                  |             |  |  |              |              |              |   |  |        |        |        |
|  |             |                      | Miami Heat          | 4 |                      |             |                  |             |  |  |              |              |              |   |  |        |        |        |
|  |             | New Jersey Nets      | Miami Heat          | 4 | 1                    |             |                  |             |  |  |              |              |              |   |  |        |        |        |
|  |             |                      |                     |   | 1                    |             |                  |             |  |  |              |              |              |   |  |        |        |        |
|  |             | Indiana Pacers       | 2                   |   |                      |             |                  |             |  |  |              |              |              |   |  |        |        |        |
|  |             | Indiana Pacers       | 2                   |   | New Jersey Nets      | 1           |                  |             |  |  |              |              |              |   |  |        |        |        |
|  |             |                      |                     |   | New Jersey Nets      | 1           |                  |             |  |  |              |              |              |   |  |        |        |        |
|  |             |                      | Miami Heat          | 4 |                      |             |                  |             |  |  |              |              |              |   |  |        |        |        |
|  |             | Miami Heat           | Miami Heat          | 4 | 2                    |             |                  |             |  |  |              |              |              |   |  |        |        |        |
|  |             |                      |                     |   | 2                    |             |                  |             |  |  |              |              |              |   |  |        |        |        |
|  |             | Chicago Bulls        | 1                   |   |                      |             |                  |             |  |  |              |              |              |   |  |        |        |        |
|  |             |                      |                     |   |                      |             |                  |             |  |  |              |              | Miami Heat   | 4 |  |        |        |        |
|  |             |                      |                     |   |                      |             |                  |             |  |  |              |              |              | 4 |  |        |        |        |
|  |             |                      | Dallas Mavericks    | 2 |                      |             |                  |             |  |  |              |              |              |   |  |        |        |        |
|  |             | San Antonio Spurs    | Dallas Mavericks    | 2 | 2                    |             |                  |             |  |  |              |              |              |   |  |        |        |        |
|  |             | San Antonio Spurs    |                     |   | 2                    |             |                  |             |  |  |              |              |              |   |  |        |        |        |
|  |             | Sacramento Kings     | 0                   |   |                      |             |                  |             |  |  |              |              |              |   |  |        |        |        |
|  |             | Sacramento Kings     | 0                   |   | San Antonio Spurs    | 3           |                  |             |  |  |              |              |              |   |  |        |        |        |
|  |             |                      |                     |   | San Antonio Spurs    | 3           |                  |             |  |  |              |              |              |   |  |        |        |        |
|  |             |                      | Dallas Mavericks    | 4 |                      |             |                  |             |  |  |              |              |              |   |  |        |        |        |
|  |             | Dallas Mavericks     | Dallas Mavericks    | 4 | 2                    |             |                  |             |  |  |              |              |              |   |  |        |        |        |
|  |             |                      |                     |   | 2                    |             |                  |             |  |  |              |              |              |   |  |        |        |        |
|  |             | Memphis Grizzlies    | 0                   |   |                      |             |                  |             |  |  |              |              |              |   |  |        |        |        |
|  |             |                      |                     |   |                      |             | Dallas Mavericks | 4           |  |  |              |              |              |   |  |        |        |        |
|  |             |                      |                     |   |                      |             |                  |             |  |  |              |              |              |   |  |        |        |        |
|  |             |                      | Phoenix Suns        | 3 |                      |             |                  |             |  |  |              |              |              |   |  |        |        |        |
|  |             | Denver Nuggets       | Phoenix Suns        | 3 | 0                    |             |                  |             |  |  |              |              |              |   |  |        |        |        |
|  |             | Denver Nuggets       |                     |   | 0                    |             |                  |             |  |  |              |              |              |   |  |        |        |        |
|  |             | Los Angeles Clippers | 2                   |   |                      |             |                  |             |  |  |              |              |              |   |  |        |        |        |
|  |             | Los Angeles Clippers | 2                   |   | Los Angeles Clippers | 3           |                  |             |  |  |              |              |              |   |  |        |        |        |
|  |             |                      |                     |   | Los Angeles Clippers | 3           |                  |             |  |  |              |              |              |   |  |        |        |        |
|  |             |                      | Phoenix Suns        | 4 |                      |             |                  |             |  |  |              |              |              |   |  |        |        |        |
|  |             | Phoenix Suns         | Phoenix Suns        | 4 | 2                    |             |                  |             |  |  |              |              |              |   |  |        |        |        |
|  |             | Phoenix Suns         |                     |   | 2                    |             |                  |             |  |  |              |              |              |   |  |        |        |        |
|  |             | Los Angeles Lakers   | 1                   |   |                      |             |                  |             |  |  |              |              |              |   |  |        |        |        |

## NBA awards
- MVP (Meest Waardevolle Speler): Steve Nash, Phoenix Suns
- Rookie van het jaar: Chris Paul, New Orleans Hornets
- Defensieve speler van het jaar: Ben Wallace, Detroit Pistons
- Meest Verbeterde Speler: Boris Diaw, Phoenix Suns
- Sixth Man of the Year (bankzitter van het jaar): Mike Miller, Memphis Grizzlies
- Finals-MVP: Dwyane Wade
- Coach van het jaar: Avery Johnson, Dallas Mavericks
- All-NBA Eerste Team:
  - F LeBron James - Cleveland Cavaliers
  - F Dirk Nowitzki - Dallas Mavericks
  - C Shaquille O'Neal - Miami Heat
  - G Kobe Bryant - Los Angeles Lakers
  - G Steve Nash - Phoenix Suns
- All-NBA Tweede Team:
  - F Elton Brand - Los Angeles Clippers
  - F Tim Duncan - San Antonio Spurs
  - C Ben Wallace - Detroit Pistons
  - G Dwyane Wade - Miami Heat
  - G Chauncey Billups - Detroit Pistons
- All-NBA Derde Team
  - F Shawn Marion - Phoenix Suns
  - F Carmelo Anthony - Denver Nuggets 
  - C Yao Ming - Houston Rockets
  - G Allen Iverson - Philadelphia 76ers
  - G Gilbert Arenas - Washington Wizards
- All-NBA Verdedigend Eerste Team
  - Bruce Bowen - San  Antonio Spurs
  - Ben Wallace - Detroit Pistons
  - Andrei Kirilenko - Utah Jazz
  - Ron Artest - Sacramento Kings
  - Kobe Bryant - Los Angeles Lakers
  - Jason Kidd - New Jersey Nets
- All-NBA Verdedigend Tweede Team
  - Tim Duncan - San Antonio Spurs
  - Chauncey Billups - Detroit Pistons
  - Kevin Garnett - Minnesota Timberwolves
  - Marcus Camby - Denver Nuggets
  - Tayshaun Prince - Detroit Pistons
- All-NBA Rookie Eerste Team:
  - Chris Paul - New Orleans Hornets
  - Charlie Villanueva - Toronto Raptors
  - Andrew Bogut - Milwaukee Bucks
  - Deron Williams - Utah Jazz
  - Channing Frye - New York Knicks
- All-NBA Rookie Tweede Team:
  - Danny Granger - Indiana Pacers
  - Raymond Felton - Charlotte Bobcats
  - Luther Head - Houston Rockets
  - Marvin Williams - Atlanta Hawks
  - Ryan Gomes - Boston Celtics

1950 · 1951 · 1952 · 1953 · 1954 · 1955 · 1956 · 1957 · 1958 · 1959 · 
1960 · 1961 · 1962 · 1963 · 1964 · 1965 · 1966 · 1967 · 1968 · 1969 · 
1970 · 1971 · 1972 · 1973 · 1974 · 1975 · 1976 · 1977 · 1978 · 1979 · 
1980 · 1981 · 1982 · 1983 · 1984 · 1985 · 1986 · 1987 · 1988 · 1989 · 
1990 · 1991 · 1992 · 1993 · 1994 · 1995 · 1996 · 1997 · 1998 · 1999 · 
2000 · 2001 · 2002 · 2003 · 2004 · 2005 · 2006 · 2007 · 2008 · 2009 · 
2010 · 2011 · 2012 · 2013 · 2014 · 2015 · 2016 · 2017 · 2018 · 2019 · 
2020 · 2021 · 2022 · 2023 · 2024